# Бозой (Шалкарський район)
Бозо́й (каз. Бозой) — село у складі Шалкарського району Актюбінської області Казахстану. Адміністративний центр та єдиний населений пункт Бозойського сільського округу.
Населення — 2650 осіб (2021; 2349 у 2009, 2530 у 1999, 2240 у 1989).